# D8E
D8E là một loại đầu máy được sản xuất tại Việt Nam, trước đây có hoạt động trên mạng lưới các tuyến Đường sắt ở Việt Nam. Tuy nhiên vì những đầu máy này không có hiệu quả cho ngành vận tải đường sắt nên đã không được sử dụng nữa, hiện nay nằm ở một góc của Xí nghiệp Đầu máy Hà Nội chờ thanh lý.

## Lịch sử
Những đầu máy D8E này được sản xuất bởi Việt Nam, cụ thể là Công ty Xe lửa Gia Lâm vào năm 2002 và dùng để kéo các toa tàu khách. Số lượng đầu máy sản xuất ra chỉ có 2 chiếc với số hiệu từ D8E-1001 và D8E-1002 và hoạt động không được hiệu quả. Sau khi sản xuất vào năm 2002, đầu máy D8E đã được đưa vào vận hành chính thức vào tháng 9 năm 2003. Tuy nhiên, để dự phòng thì nhà máy này đã sản xuất thêm một đầu máy để kéo và đẩy vào cuối năm 2003. Vì một số lý do nên D8E-1001 và D8E-1002 lại không được phép sử dụng nữa vì tàu đã bị hư hỏng một số chỗ và có thể gây nguy hiểm cho người đi tàu. Về phần thẩm mỹ, đầu máy khi sử dụng được một thời gian có vẻ đã gặp vấn đề về phần mũi phía trước đầu máy. Tuy rằng đầu máy có màu sơn trắng và sọc đỏ để tạo một đường liền mạch đối với các toa khách cùng màu, thế nhưng đầu máy này vẫn có thể kéo được những toa phổ thông khác.
Đầu máy đã được chạy thử 6 chuyến (bao gồm cả chạy đầy tải và không tải) trên tuyến Hà Nội – Hải Phòng, Hà Nội – Việt Trì và đều đạt các tiêu chuẩn kỹ thuật. Tốc độ tối đa của tàu được thiết kế là 120 km/h, do đó thời gian chạy trên tuyến Hà Nội – Lào Cai sẽ dự kiến được rút ngắn từ 9 giờ xuống còn 7 giờ. Một số kỹ thuật công nghệ được áp dụng trên D8E:
- Kỹ thuật cung cấp nhiên liệu điện tử đối với động cơ diesel, công nghệ kích từ không chổi than đối với máy phát điện chính.

- Sử dụng máy tính để điều khiển và kiểm soát toàn bộ hoạt động của đầu máy, điều khiển sự phối hợp đồng bộ giữa động cơ diesel, máy phát điện chính, động cơ điện kéo,... đảm bảo an toàn vận hành ở mọi trạng thái hoạt động.

- Công nghệ đo và hiển thị các thông số hoạt động của đầu máy, sử dụng màn hình tinh thể lỏng với giao diện thân thiện, giúp cho tài xế có thể dễ dàng nhận biết và có thể đưa ra một số chỉ dẫn cơ bản cho tài xế về một số hiện tượng bất thường để xử lý tình huống có thể xảy ra,...[4]